# Zaragoza Football Club 1940-1941
Questa voce raccoglie le informazioni riguardanti il Zaragoza Football Club nelle competizioni ufficiali della stagione 1940-1941

## Rosa
| N. |                      | Ruolo | Calciatore           |
| -- | -------------------- | ----- | -------------------- |
| 1  | Spagna (bandiera)    | P     | Cabezo               |
| 2  | Filippine (bandiera) | D     | Julio Uriarte        |
| 3  | Spagna (bandiera)    | D     | Deva                 |
| 4  | Spagna (bandiera)    | C     | Antonio Muñoz Ibáñez |
| 5  | Spagna (bandiera)    | C     | Manuel Ibarra Echano |
| 6  | Spagna (bandiera)    | C     | Gregorio Amestoy     |
| 7  | Spagna (bandiera)    | C     | Jesús Ramos          |
| 8  | Spagna (bandiera)    | A     | Juan Ruiz Cambra     |
| 9  | Spagna (bandiera)    | A     | Cecilio Aldana       |
| 10 | Spagna (bandiera)    | A     | Doro                 |
| 11 | Spagna (bandiera)    | A     | José Vilanova        |
| 12 | Spagna (bandiera)    | P     | José Valero          |

| N. |                   | Ruolo | Calciatore              |
| -- | ----------------- | ----- | ----------------------- |
| 13 | Spagna (bandiera) | C     | Antonio Sabadell Querol |
| 14 | Spagna (bandiera) | A     | Víctor Bilbao           |
| 15 | Spagna (bandiera) | C     | Pelayo García           |
| 16 | Spagna (bandiera) | C     | Primitivo Villacampa    |
| 17 | Spagna (bandiera) | P     | Jaime Jordá             |
| 18 | Spagna (bandiera) | D     | Lorenzo Caritg          |
| 19 | Spagna (bandiera) | C     | Sebastián Ontoria       |
| 20 | Spagna (bandiera) | A     | Tomás Arnanz            |
| 21 | Spagna (bandiera) | C     | Castor Elzo             |
| 22 | Spagna (bandiera) | C     | Victor Bueno            |
| 23 | Spagna (bandiera) | A     | Vicente Unamuno         |